# Liste biblischer Personen/Q
Diese Liste biblischer Personen führt Eigennamen von Personen auf, die in der Bibel vorkommen. Sie ist nach dem Alphabet auf mehrere Seiten aufgeteilt. Angegeben sind jene Bibelstellen, in denen die Person zuerst genannt wird. Namen von Orten, Bergen, Flüssen, Seen, Meeren, Inseln, Heiligtümern, Ländern, Völkern finden sich in der Liste geographischer und ethnographischer Bezeichnungen in der Bibel. 

## Q
| Name (dt.) | Name (Urtext)     | Bedeutung des Namens            | Bibelstelle | Person                            |
| ---------- | ----------------- | ------------------------------- | ----------- | --------------------------------- |
| Quartus    | Κούαρτος Kúartos  | „der Vierte“, „das vierte Kind“ | Röm 16,23   | Mitarbeiter des Paulus in Korinth |
| Quirinius  | Κυρήνιος Kyrēnios | vllt. „Speer“                   | Lk 2,2      | Statthalter in Syrien             |